# Sanity
Sanity (estilizado como SAni†Y ou SAnitY) foi um grupo de luta livre profissional mais conhecido por seu tempo na WWE. O grupo era composto pelo líder Eric Young, Axel Tischer (na época conhecido como Alexander Wolfe), Madman Fulton (na época conhecido como Sawyer Fulton), Nikki Cross e Big Damo (na época conhecido como Killian Dain).
A facção teve sua origem em 12 de outubro de 2016, composta originalmente por Eric Young, Alexander Wolfe, Nikki Cross e Sawyer Fulton. Após Fulton sofrer uma lesão no mês seguinte e ser eventualmente dispensado pela WWE, ele foi substituído por Killian Dain em 18 de janeiro de 2017. Young e Wolfe são ex-campeões de duplas do NXT, tendo conquistado os títulos no NXT TakeOver: Brooklyn III ao derrotarem os Authors of Pain. Em 17 de abril de 2018, durante o WWE Superstar Shake-up de 2018, Sanity foi chamada para o SmackDown, mas foi revelado que Nikki Cross permaneceria no NXT como uma competidora solo, separando-a do grupo. Dain revelou durante uma sessão de perguntas e respostas que Cross continuaria sendo membro do Sanity, apesar da separação. Em 15 de abril de 2019, Young foi transferido para o Raw durante o Superstar Shake-up de 2019, o que acabou com o grupo. No entanto, Young e Wolfe (agora conhecido pelo seu nome real, Axel Tischer) fizeram algumas reuniões esporádicas como uma equipe de duplas desde 2022.

## História

### NXT (2016-2018)
O conceito foi originalmente colocado para Solomon Crowe, Marcus Louise e Sawyer Fulton antes de 2016, mas o conceito nunca foi adiante com a saída de Louise e Crowe. Então, a ideia ganhou atenção quando Fulton e Alexander Wolfe enfrentaram os Hype Bros. Depois de uma série de vinhetas, no dia 4 de outubro de 2016, foi anunciado que a "Sanity" iria fazer parte da segunda edição do torneio Dusty Rhodes Tag Team Classic, com sua identidade permanecida como anônima. No dia 12 de outubro, no episódio do NXT, o grupo fez sua estréia durante a primeira rodada do torneio como 4 figuras encapuzadas. Os primeiro dois membros à se desmascararem foram Alexander Wolfe e Sawyer Fulton, que derrotaram Tye Dillinger e Bobby Roode, depois do último ter deixado seu parceiro. Após a luta , os outros dois membros foram revelados como sendo Eric Young e Nikki Cross deois de atacarem Dillinger.

## Campeonatos e prêmios
- WWE
  - Campeonato de Duplas do NXT (1 vez) – Wolfe e Young
  - NXT Year-End Award (1 vez)
    - Dupla do Ano (2017) – Wolfe, Dain e Young[6]1

1 Dain também defendeu o título sob a Regra Freebird, mas não foi reconhecido como campeão.